# Иванов, Дмитрий Иванович (рядовой)
Дмитрий Иванович Иванов — гвардии рядовой Вооружённых Сил Российской Федерации, участник антитеррористических операций в период Второй чеченской войны, погиб при исполнении служебных обязанностей во время боя 6-й роты 104-го гвардейского воздушно-десантного полка у высоты 776 в Шатойском районе Чечни.

## Биография
Дмитрий Иванович Иванов родился 6 августа 1980 года в городе Опочке Псковской области. Окончил девять классов школы, после чего поступил в Псковский строительный колледж. Одновременно с учёбой активно занимался спортом. 1 июня 1999 года Иванов был призван на службу в Вооружённые Силы Российской Федерации Псковским городским военным комиссариатом. Получил военную специальность гранатомётчика, после чего был направлен для дальнейшего прохождения службы в 6-ю роту 104-го гвардейского воздушно-десантного полка.
С началом Второй чеченской войны в составе своего подразделения гвардии рядовой Дмитрий Иванов был направлен в Чеченскую Республику. Принимал активное участие в боевых операциях. С конца февраля 2000 года его рота дислоцировалась в районе населённого пункта Улус-Керт Шатойского района Чечни, на высоте под кодовым обозначение 776, расположенной около Аргунского ущелья. 29 февраля — 1 марта 2000 года десантники приняли здесь бой против многократно превосходящих сил сепаратистов — против всего 90 военнослужащих федеральных войск, по разным оценкам, действовало от 700 до 2500 боевиков, прорывавшихся из окружения после битвы за райцентр — город Шатой. Вместе со всеми своими товарищами он отражал ожесточённые атаки боевиков Хаттаба и Шамиля Басаева, не дав им прорвать занимаемые ротой рубежи. В том бою гвардии рядовой Дмитрий Иванович Иванов погиб с оружием в руках. Погибли также ещё 83 его сослуживца.
Похоронен на Покровском кладбище в городе Опочке Псковской области.
Указом Президента Российской Федерации гвардии рядовой Дмитрий Иванович Иванов посмертно был удостоен ордена Мужества.

## Память
- Бюст Иванова установлен в центральном сквере его родного города Опочка Псковской области[5].